# منتزعة الكبريت المكسيكينية
منتزعة الكبريت المكسيكينية (الاسم العلمي: Desulfovibrio mexicanus) هي نوع من البكتيريا، سلبية الغرام، تتبع جنس منتزعة الكبريت.